# Castelo de Trevejo
O Castelo de Trevejo localiza-se no município de Villamiel, na província de Cáceres, comunidade autónoma da Estremadura, na Espanha. Encontra-se na zona de fronteira com Portugal.

## História
Remonta a uma fortificação possivelmente de origem muçulmana, erguida no século XII, no contexto da Reconquista. Em mãos dos cristãos, posteriormente foi ocupado pela Ordem dos Hospitalários. A actual estrutura, em ruínas, remonta à reconstrução do primitivo castelo, na passagem do século XV para o século XVI. A norte do monumento, ergue-se a Igreja de San Juan, rodeada por um conjunto de sepulturas antropomórficas escavadas em granito.